# Teamaufstellung
Teamaufstellung ist eine der Organisationsaufstellung untergeordnete Aufstellungsvariante, bei der die Mitglieder eines Arbeitsteams im Raum aufgestellt werden, um die Beziehungsdynamik innerhalb dessen zu veranschaulichen. Grundsätzlich kann zwischen Teamaufstellungen, wo die einzelnen Stellvertreter (der einzelnen Teammitglieder) aus einer teamfremden Gruppe ausgewählt werden und teaminternen Aufstellungen (wo jedes einzelne Teammitglied für sich selbst steht) unterschieden werden.

## Teaminterne Aufstellung
Bei einer Teamaufstellung wird die Sozialstruktur des Teams physisch (räumlich und körperlich) abgebildet und so für jedermann wahrnehmbar. Damit die anwesenden Teammitglieder einen tieferen Einblick in die Struktur ihres sozialen Systems bekommen und ihre jeweiligen Rollen leichter finden, werden diese unter unterschiedlichen Ordnungen und diesbezüglichen Gesichtspunkten aufgestellt. Teamaufstellungen können Teil eines Teamentwicklungsprozesses sein und finden in teamdynamischen Workshops unter der Anleitung eines Teamtrainers statt.	
Teaminterne Aufstellungen finden mit dem betroffenen Team statt. Es wird also nicht mit Stellvertretern gearbeitet (wie bei  Familien- oder Organisationsaufstellungen), sondern mit dem anwesenden (Original-)Team. Jeder steht für sich selbst, mit seiner eigenen Biographie, seinen persönlichen Eigenschaften und gegenwärtigen Gefühlen.	
Dabei werden Zugehörigkeiten sowie Rangordnungen zurückgeführt in das aktuelle Empfinden und durch die Aufstellung des Teams merkt jeder Einzelne seinen momentanen Stand. Ihm wird deutlich wo er steht, wie er steht, mit wem und inwiefern er sich auseinanderzusetzen hat.	
Beliebige Kriterien sind zur Art der Aufstellung möglich, nach welchen sich die Teammitglieder ordnen können: Dienstalter, Berufsjahre, Alter, Funktion, Kompetenzgrad, Position und Verantwortungshöhe, andere Stellenwerte. Diesbezüglich räumliches Ordnen (wie Aufrücken, Nachrücken, Platz machen, Position einnehmen oder tauschen) wird dabei ohne große Diskussion vollzogen. Keine Notwendigkeit besteht vorerst (voreilig) darüber zu diskutieren. Das in der jeweiligen Position auftretende Befinden kann nach der Reihenfolge der aufgestellten Ordnung dem Gegenüber, bzw. Nebenstehenden oder auch dem gesamten Team kurz mitgeteilt werden. So kann dies im Raum stehen bleiben wie auf die anderen des Teams wirken. Persönliche Ergebnisse werden weder zerredet noch in Frage gestellt und diese können (zu eventuell späterer Veränderung) vorerst bestehen bleiben.

## Teaminterne Strukturaufstellung
Eine Variante der Teamaufstellung ist die teaminterne Strukturaufstellung (nach Prof. Matthias Varga von Kibéd). Hierbei werden auch mögliche Strukturbegriffe, wie das Ziel und das Gemeinsame, aufgestellt. Die Positionen der Teammitglieder werden  zunächst mittels sogenannter „Raumanker“ (Bodenmarkierungen) aufgestellt. So kann im Zuge der Prozessarbeit jedes Teammitglied auch einmal den Platz jedes anderen Teammitglieds einnehmen und lernt insofern das Team zusätzlich aus fremder Perspektive kennen.